# Lodovico Benvenuti

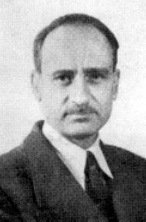
Lodovico Benvenuti (1946)

Lodovico Sforza Benvenuti (* 10. April 1899 in Verona, Provinz Verona; † 27. Mai 1976 in Casorate Sempione, Provinz Varese) war ein italienischer Politiker der Democrazia Cristiana (DC), der unter anderem zwischen 1957 und 1964 Generalsekretär des Europarates war.

## Leben

### Rechtsanwalt, Widerstandskämpfer und Abgeordneter
Benvenuti absolvierte nach dem Schulbesuch ein Studium der Rechtswissenschaften und war danach als Rechtsanwalt tätig. Seine politische Laufbahn begann er in der 1919 von Luigi Sturzo gegründeten Partito Popolare Italiano (PPI), der er bis 1926 angehörte. Zu dieser Zeit zog er sich mit Beginn der Diktatur von Benito Mussolini aus dem politischen Leben zurück, ehe er sich später in der Provinz Cremona in der Widerstandsbewegung gegen den Faschismus engagierte.
Nach dem Ende des Zweiten Weltkrieges wurde er bei der Wahl vom 2. Juni 1946 als Vertreter der Democrazia Cristiana Mitglied der Verfassunggebenden Versammlung (Assemblea Costituente) und bei der Wahl vom 18. April 1948 zum Mitglied der Abgeordnetenkammer (Camera dei deputati) gewählt. Dieser gehörte er nach seiner Wiederwahl bei den Wahlen vom 7. Juni 1953 bis zum 1. Oktober 1957 an und vertrat dort den Wahlkreis Mantua. Bereits als Abgeordneter war er ein überzeugter Anhänger der europäischen Gemeinschaft und stellte im August 1949 fest, eine Dritte Kraft könne Europa nur in einem einzigen Sinne sein – nämlich als vereinte Dritte Kraft innerhalb der westlichen Hemisphäre, Seite an Seite mit dem britischen Commonwealth of Nations und den USA.
Während seiner Parlamentszugehörigkeit war er von Mai 1948 bis Juli 1951 Mitglied des Wahlausschusses (Giunta delle elezioni) sowie zugleich zwischen Juni 1948 und Juni 1953 Mitglied des Ausschusses für Auswärtige Angelegenheiten, Außenwirtschaftsbeziehungen und Kolonien (Commissione rapporti con l'estero, compresi gli economici - colonie) und außerdem von Januar 1950 bis Juli 1951 Mitglied des Ausschusses für Landwirtschaft, Forsten und Versorgung (Commissione agricoltura e foreste - alimentazione). Weiterhin war er zwischen Februar 1950 und Juli 1951 Mitglied des Arbeitskreises für Handelsabkommen und Zollrecht.

### Unterstaatssekretär und Generalsekretär des Europarates
In der siebten Regierung von Ministerpräsident Alcide De Gasperi übernahm Benvenuti am 27. Juli 1951 das Amt als Unterstaatssekretär im Ministerium für Außenhandel (Sottosegretario di Stato al Commercio con l’Estero) und bekleidete diese Funktion, bis er am 17. Juli 1953 in der achten Regierung De Gasperis Unterstaatssekretär im Außenministerium (Sottosegretario di Stato agli Affari Esteri) wurde. Dieses Regierungsamt bekleidete er bis zum Ende von De Gasperis Amtszeit am 17. August 1953.
In den Regierungen der Ministerpräsidenten Amintore Fanfani und Mario Scelba fungierte er vom 19. Januar 1954 bis zum 6. Juli 1955 erneut als Unterstaatssekretär im Außenministerium. In dieser Funktion vertrat er Italien auch beim Ministerrat der Westeuropäischen Union (WEU). Daneben war er im Juli 1955 Leiter einer Verhandlungsdelegation in Brüssel und legte als solcher besonderen Wert auf einen europäischen Investitionsfonds, der zur Förderung unterentwickelter Gebiete der Europäischen Gemeinschaft zuständig sein sollte.
Neben seinem Mandat in der Camera dei Deputati war Benvenuti vom 7. Mai 1954 bis zum 1. Oktober 1957 auch Mitglied der Parlamentarischen Versammlung des Europarates und war zwischen Juli 1955 und Oktober 1957 abermals Mitglied des Ausschusses für Auswärtige Angelegenheiten, Außenwirtschaftsbeziehungen und Kolonien der Abgeordnetenkammer.
Am 15. September 1957 wurde Benvenuti als Nachfolger des im Amt verstorbenen Léon Marchal Generalsekretär des Europarates und bekleidete dieses Amt sieben Jahre lang bis zu seiner Ablösung durch Peter Smithers am 15. März 1964.
1960 gehörte er neben Konrad Adenauer und Walter Hallstein zu den Festrednern bei den Gedenkfeierlichkeiten des Zentralverbandes demokratischer Widerstandskämpfer und Verfolgtenorganisationen (ZDWV) zum Attentat vom 20. Juli 1944.

## Veröffentlichungen
- European federation and the Atlantic treaty, 16. März 1949. In: [8]